# Бенік Аміріян
Бенік Аміріян (перс. بنیک امیریان; вірм. Բենիկ Ամիրյան; англ. Benik Amirian Народився 1930) іранський гірськолижник вірменського походження.

## Життєпис
Народився 1930 року в Тегерані. Починаючи з 1950 року член національної збірної з лижного спорту. 1957 року взяв участь у міжнародних змаганнях у Лівані, на яких йому вдалося здобути нагороду
Зимові Олімпійські ігри 1956 у Мельбурні були першою зимовою Олімпіадою, у якій Іран взяв участь і виборов на них путівки у таких дисциплінах, як слалом, гігантський слалом і швидкісний спуск. Аміріян у Слаломі та гігантському слаломі участі не взяв, але в швидкісному спуску показав час 5 хвилин і 2,7 секунди і в підсумковій таблиці посів 44 місце, завершивши цим свої виступи на Олімпіаді.

## Результати зимових Олімпійських ігор 1956
| Дисципліна         | Перша спроба     | Друга            | Загальна         | Рейтинг          |
| ------------------ | ---------------- | ---------------- | ---------------- | ---------------- |
| Слалом             | DSQ              | —                | —                | —                |
| Гігантський слалом | Дискваліфіковані | Дискваліфіковані | Дискваліфіковані | Дискваліфіковані |
| Швидкісний спуск   | 5 хв 2,7 сек     | 5 хв 2,7 сек     | 5 хв 2,7 сек     | ۴۴               |